# 圣三一座堂 (直布罗陀)
直布罗陀圣三一座堂（Cathedral of the Holy Trinity）是英国圣公会欧洲直布罗陀教区的主教座堂，位于座堂广场。有时简称为“直布罗陀座堂”，但是不要与直布罗陀的罗马天主教圣母加冕主教座堂混淆。该堂为摩尔复兴建筑，使用马蹄形拱。

## 历史

### 19世纪
这座教堂最初是为了满足直布罗陀平民中圣公会信徒的需要，因为已有的国王礼拜堂主要为军人服务。1820年，直布罗陀总督说服英国政府出售一座废弃的建筑，用这笔款项建造这座教堂。
工程开始于1825年，1832年完成，由皇家工程师皮尔金顿上校负责。在建设过程中，黄热病流行，部分完成的教堂不得不临时作为医院使用。
1838年举行了献堂仪式，威廉四世的遗孀阿德莱德王后到场。1842年直布罗陀教区成立，它升为主教座堂，首任主教乔治·汤姆林森。

### 20世纪
第二次世界大战期间，座堂没有遭受重大损害。战争结束后，哈罗德·巴克斯顿主教发起募集资金，用于扩建马耳他圣保罗座堂和直布罗陀座堂。在直布罗陀筹集的资金用于建设新的聖衣室和南侧走道第二个小堂（守護聖者為圣佐治），纪念所有战争期间在地中海地区丧生者。洗礼池后墙上有一块来自在二战中受损的考文垂座堂的小石头。
1951年4月27日，座堂屋顶和花窗玻璃曾遭爆炸破坏，部分花窗玻璃此后改为普通玻璃。

## 神职人员
由于直布罗陀主教的管区范围辽阔，不住在当地，而是住在英国盖特威克机场附近以方便交通。

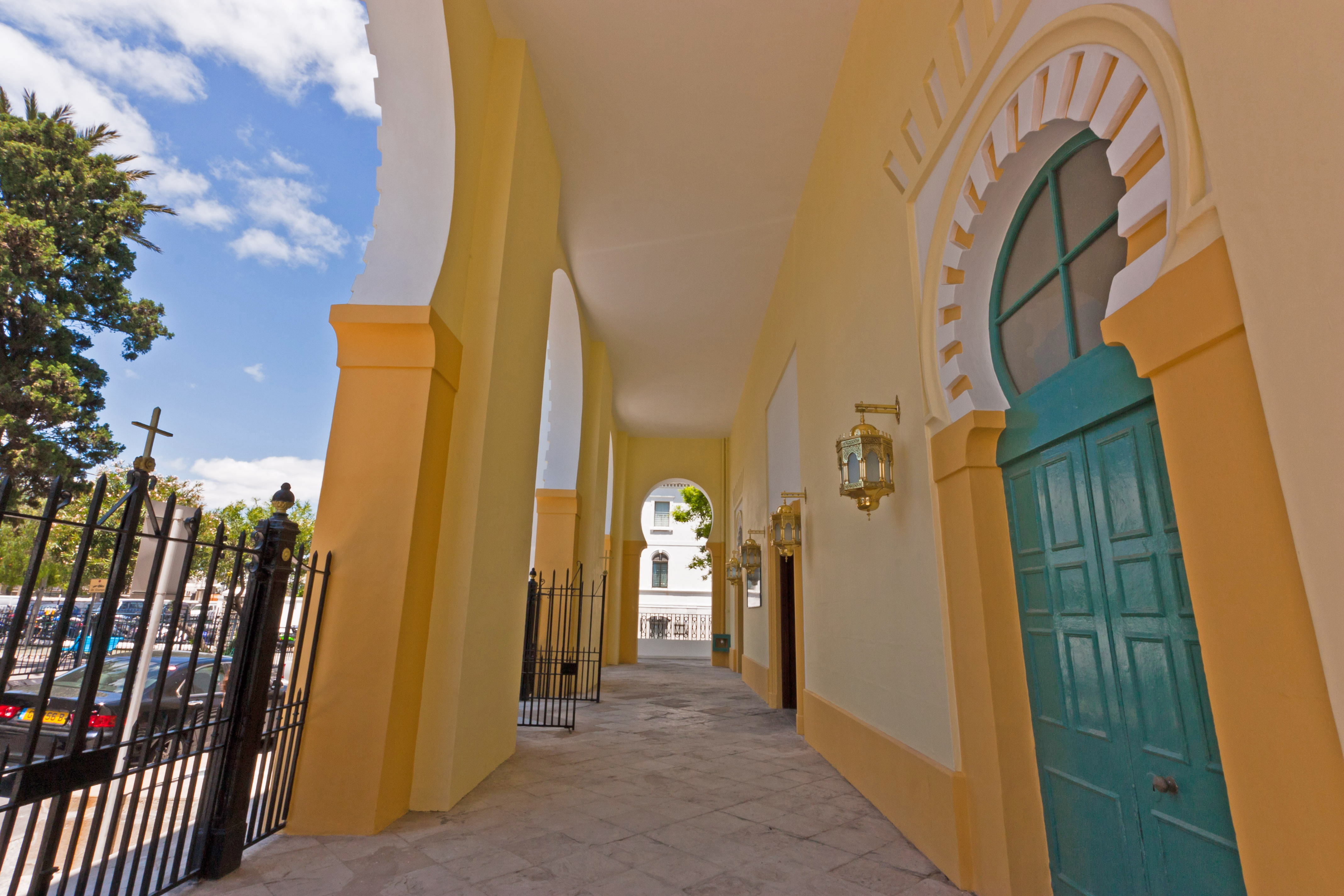
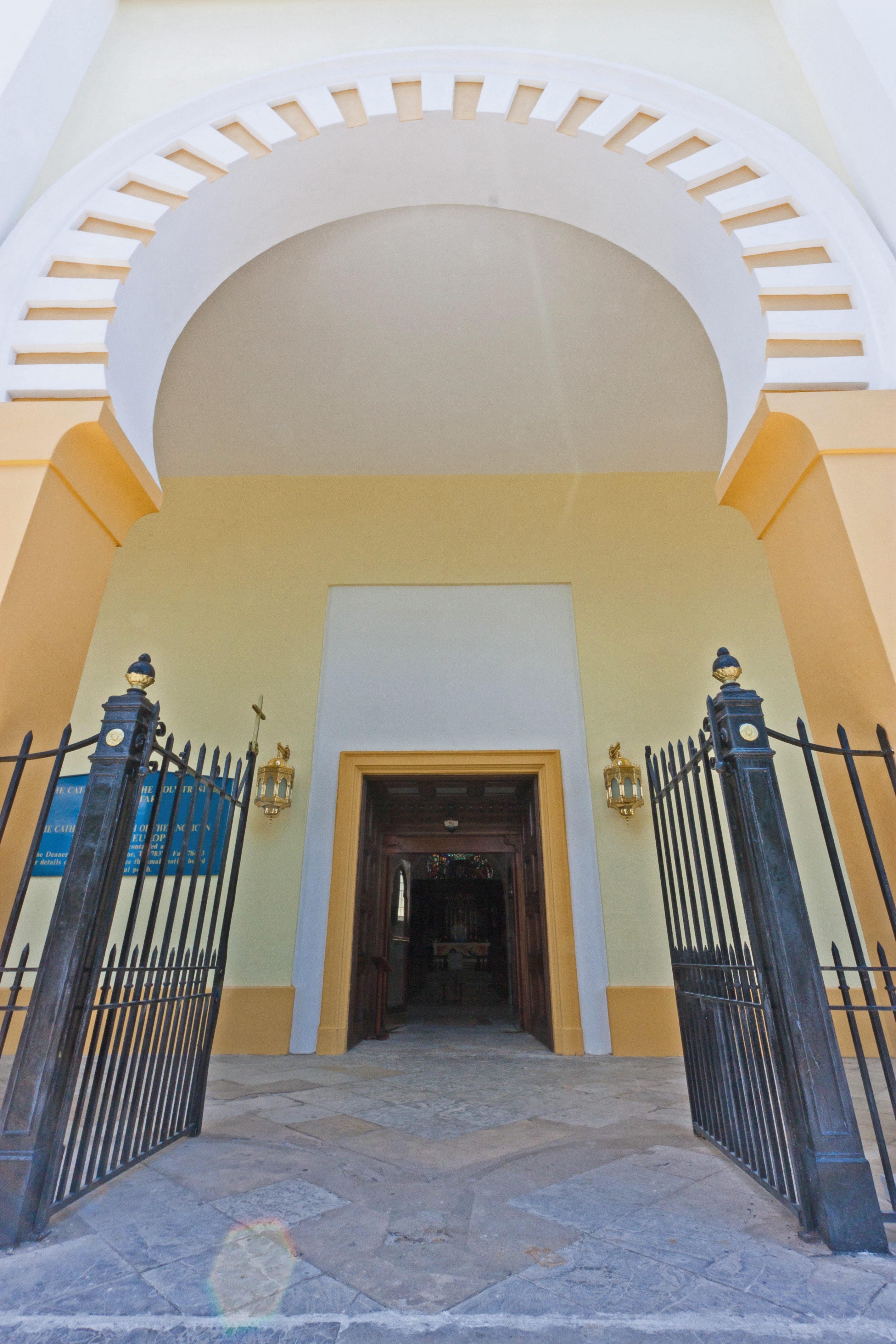
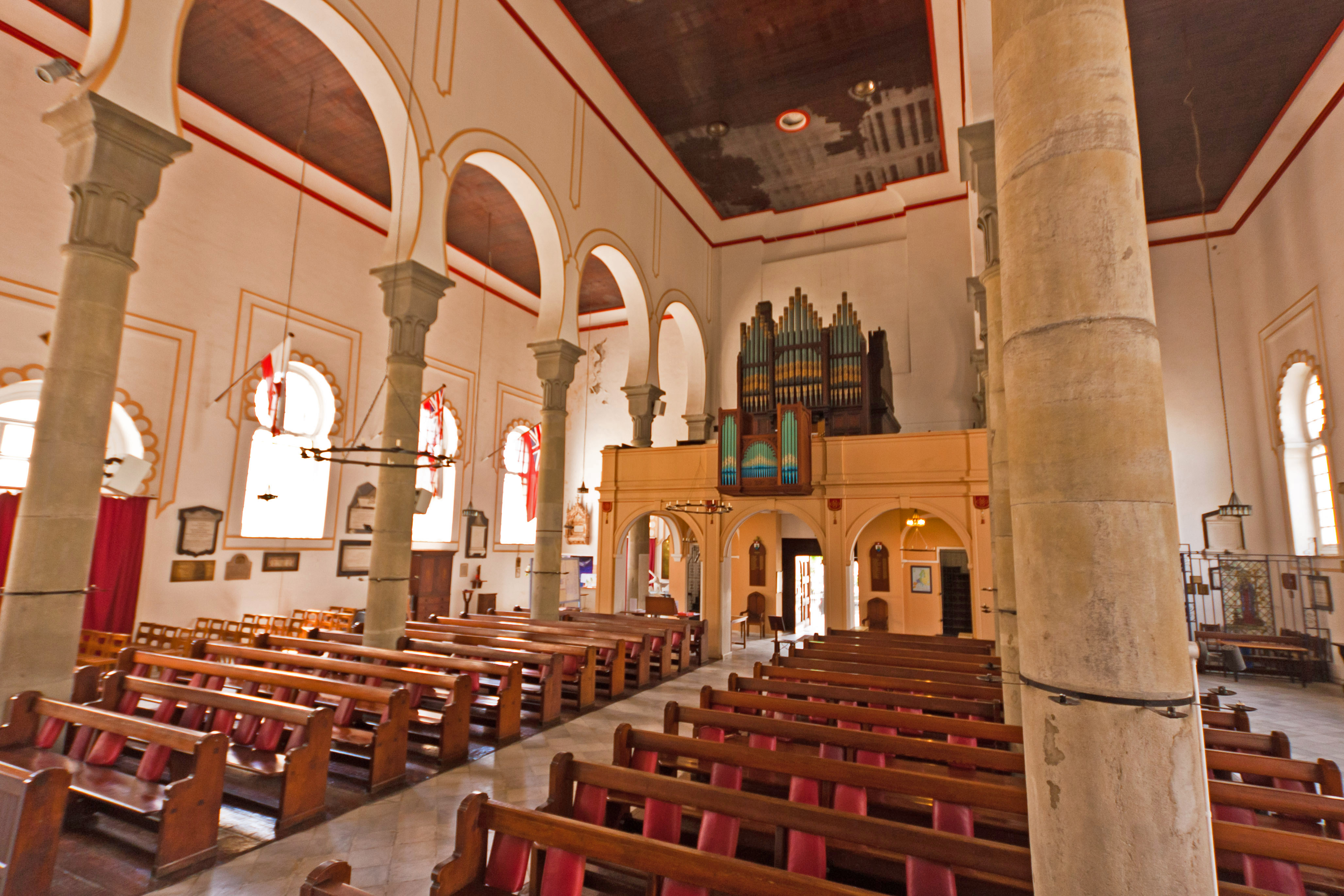
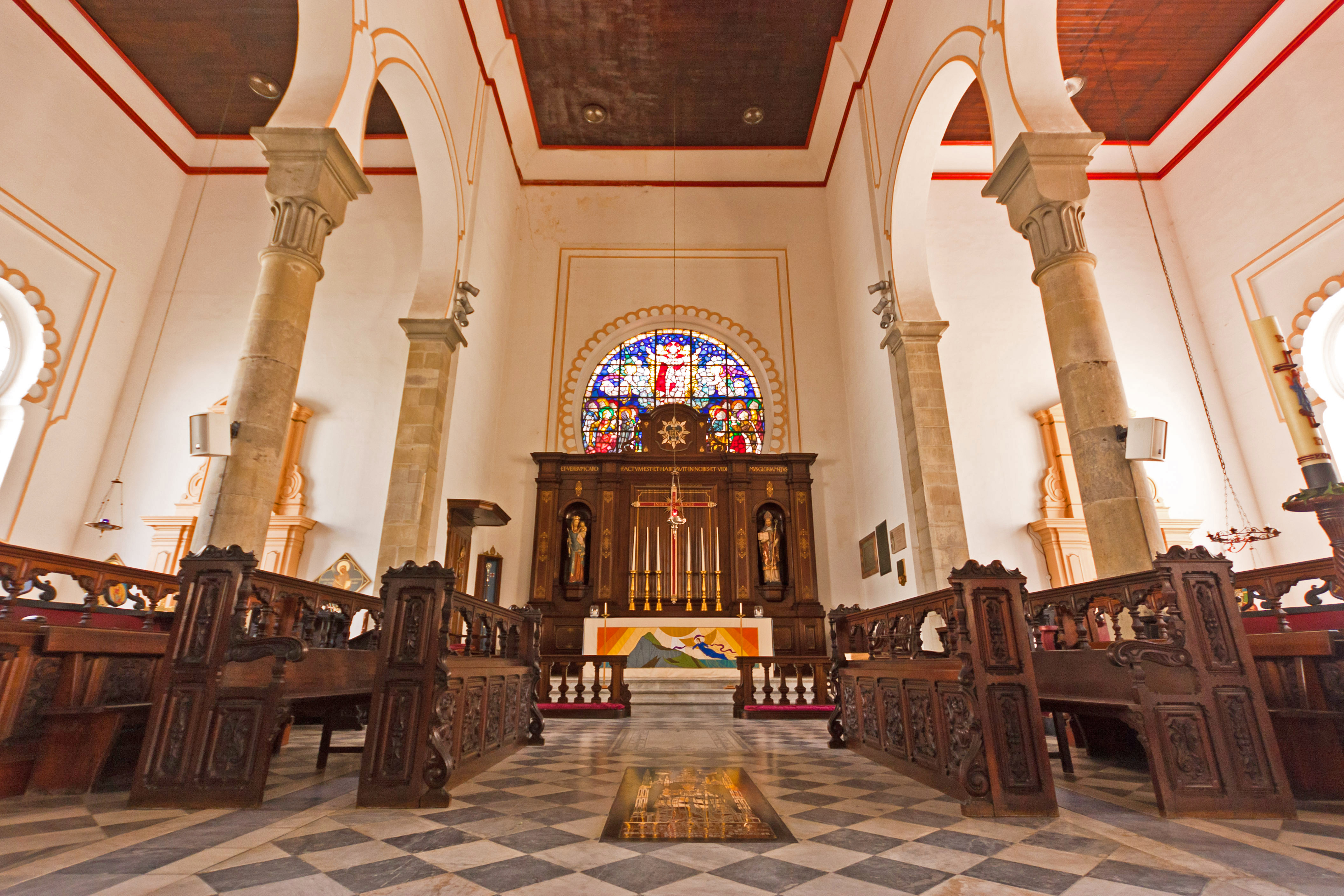
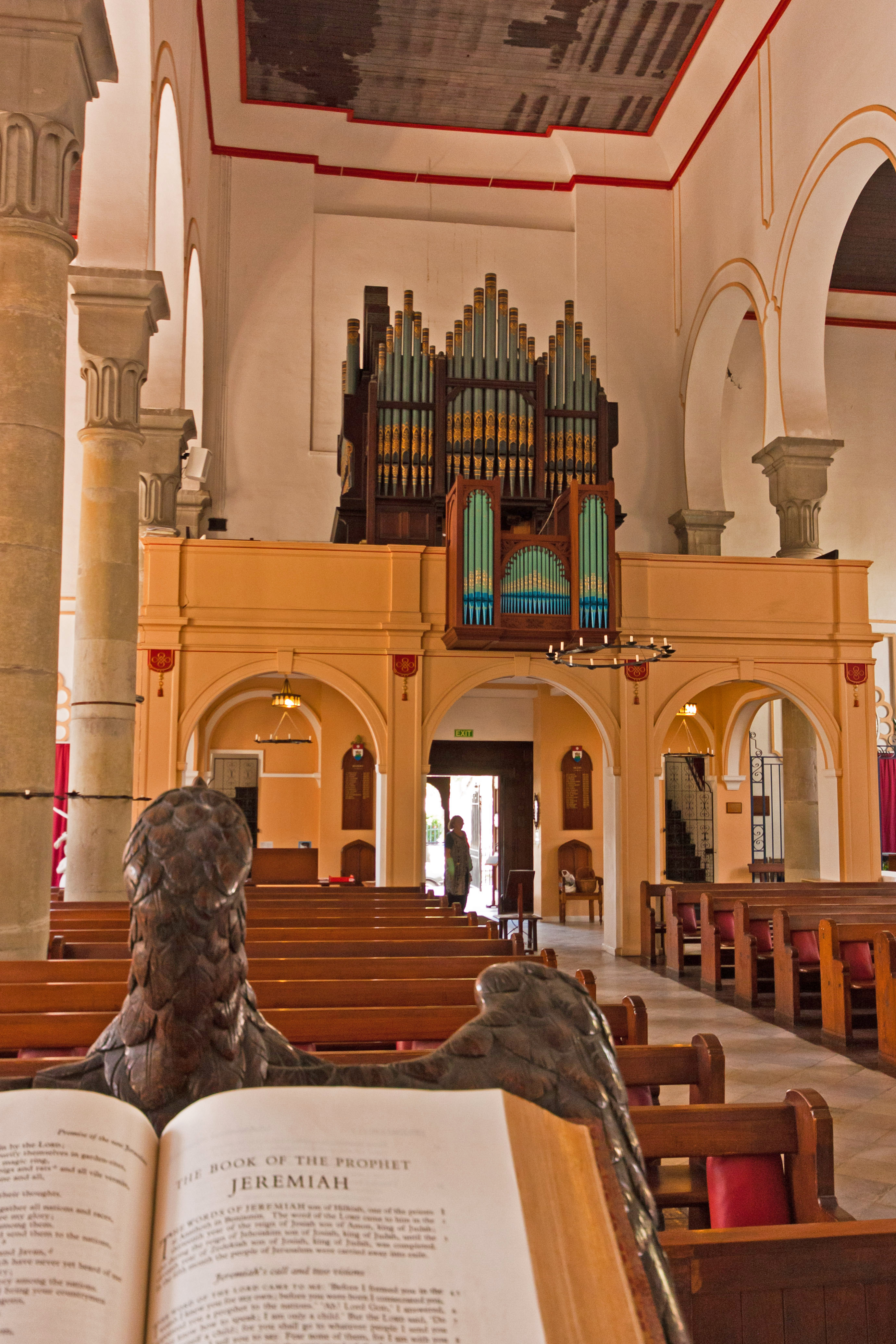
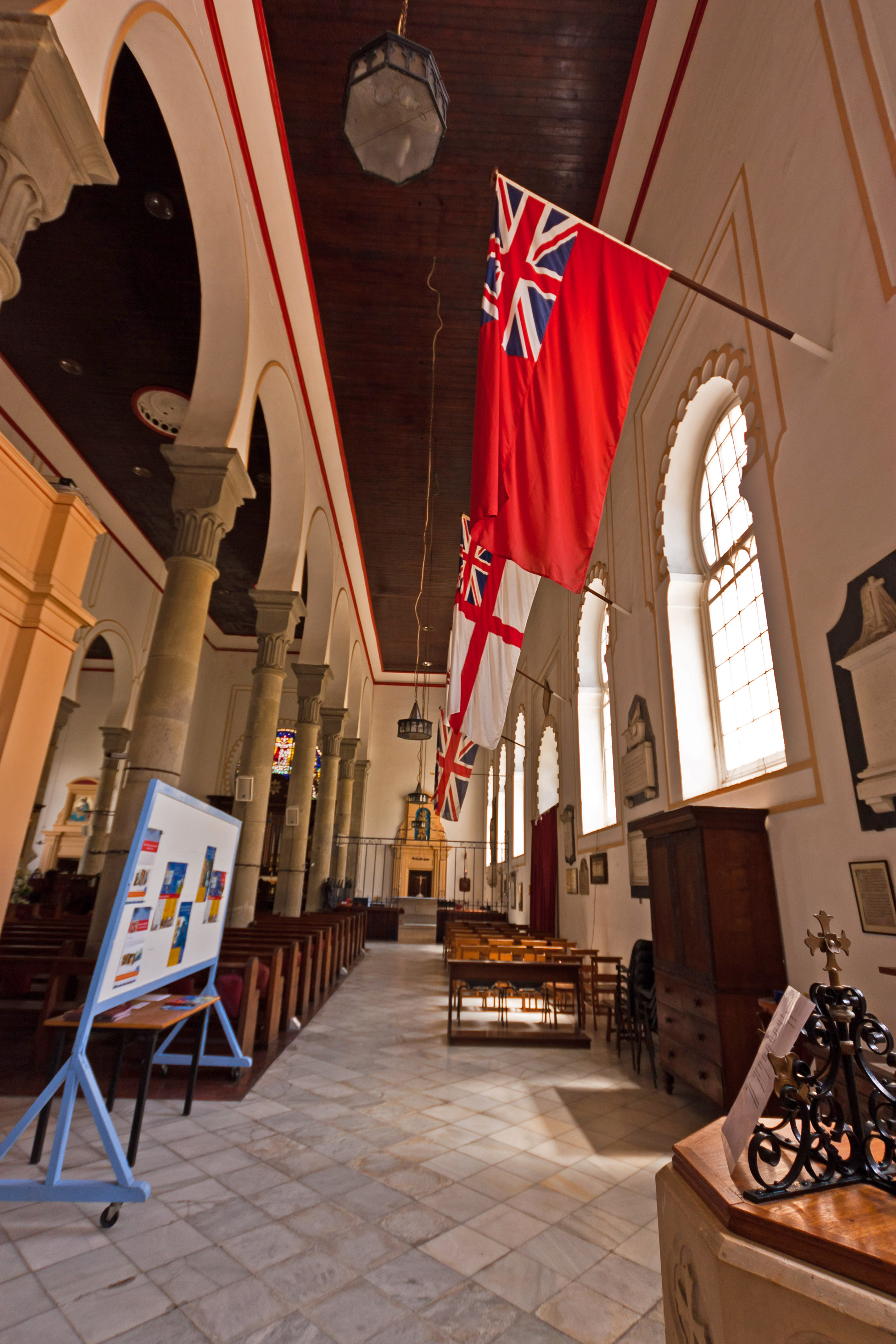